# TV 2
TV 2 a fost un model de autobuz și troleibuz românesc produs la Uzinele Tudor Vladimirescu.
A fost o dezvoltare autobuzelor M.T.D. și TV 1. Au circulat în aproape toată România, nefiind însă exportate în alte țări.
Primul tip de TV 2 a fost TV 2E (troleibuz), produs între 1959 și 1968. La I.T.B. a circulat până în 1985.